# Moldauische Badmintonmeisterschaft 2022
Die Moldauische Badmintonmeisterschaft 2022 fand vom 19. bis zum 20. November 2022 in Chișinău statt.

## Medaillengewinner
| Disziplin    | Gold                          | Silber                             | Bronze                          |
| ------------ | ----------------------------- | ---------------------------------- | ------------------------------- |
| Herreneinzel | Maxim Karpenko                | Alexander Morari                   | Nicolae Enachi                  |
| Dameneinzel  | Vlada Ginga                   | Paola Ginga                        | Dariana Kuneva                  |
| Herrendoppel | Peter Kunev Alexander Ursatii | Alexei Dvorac Nicolae Enachi       | Alexander Morari Vladimir Cecoi |
| Damendoppel  | Paola Ginga Vlada Ginga       | Ecaterina Fedotcenсo Evgenia Rosca | Dariana Cunev Csenia Gutu       |
| Mixed        | Alexander Morari Vlada Ginga  | Maxim Karpenko Evgenia Rosca       | Nicolae Enachi Dariana Cunev    |